# NGC 890
NGC 890 este o galaxie lenticulară situată în constelația Triunghiul. A fost descoperită în 13 septembrie 1784 de către William Herschel.